# Marruecos (periódico)
Marruecos fue un periódico español editado en la ciudad de Tetuán entre 1942 y 1945.

## Historia
El diario publicó su primer número el 23 de abril de 1942. El diario mantuvo una línea editorial oficialista y filo-fascista, partidario de las potencias del Eje. A lo largo de su historia llegaron a publicarse un total de 1119 números. Dejó de editarse el 30 de noviembre de 1945, siendo sucedido por el Diario de África.